# Araschnia zavreli
Araschnia zavreli är en fjärilsart som beskrevs av Rúzik 1939. Araschnia zavreli ingår i släktet Araschnia och familjen praktfjärilar. Inga underarter finns listade i Catalogue of Life.